# Salvador Cabañas
Salvador Cabañas Ortega (* 5. srpen 1980, Asunción) je bývalý paraguayský fotbalista a reprezentant. Hraje na pozici útočníka.
Byl nominován na mistrovství světa v Německu roku 2006, ale do bojů na závěrečném turnaji nezasáhl. Za paraguayskou reprezentaci celkem odehrál 45 utkání a vstřelil 10 branek.
Roku 2003 byl nejlepším střelcem chilské a roku 2006 mexické ligy. V letech 2007 a 2008 (v dresu Club América) byl nejlepším střelcem Poháru osvoboditelů. V roce 2007 byl vyhlášen paraguayským fotbalistou roku a vzápětí dokonce nejlepším fotbalistou jižní Ameriky.